# 千葉市立末広中学校
千葉市立末広中学校（ちばしりつ すえひろちゅうがっこう）は、千葉県千葉市中央区に所在する、公立中学校である。

## 歴史
1947年（昭和22年）5月10日、学制改革により千葉市立第二中学校として発足、1951年（昭和26年）に千葉市立末広中学校と改称した。

## アクセス
- JR千葉駅よりバスで10分(末広町二丁目バス停下車徒歩2分)
- JR本千葉駅より徒歩11分
- 京成電鉄千葉寺駅より徒歩13分

## 主な卒業生
- 市原悦子（女優・声優)